# Gigantisme insulaire
Pour les articles homonymes, voir Gigantisme et Insulaire.

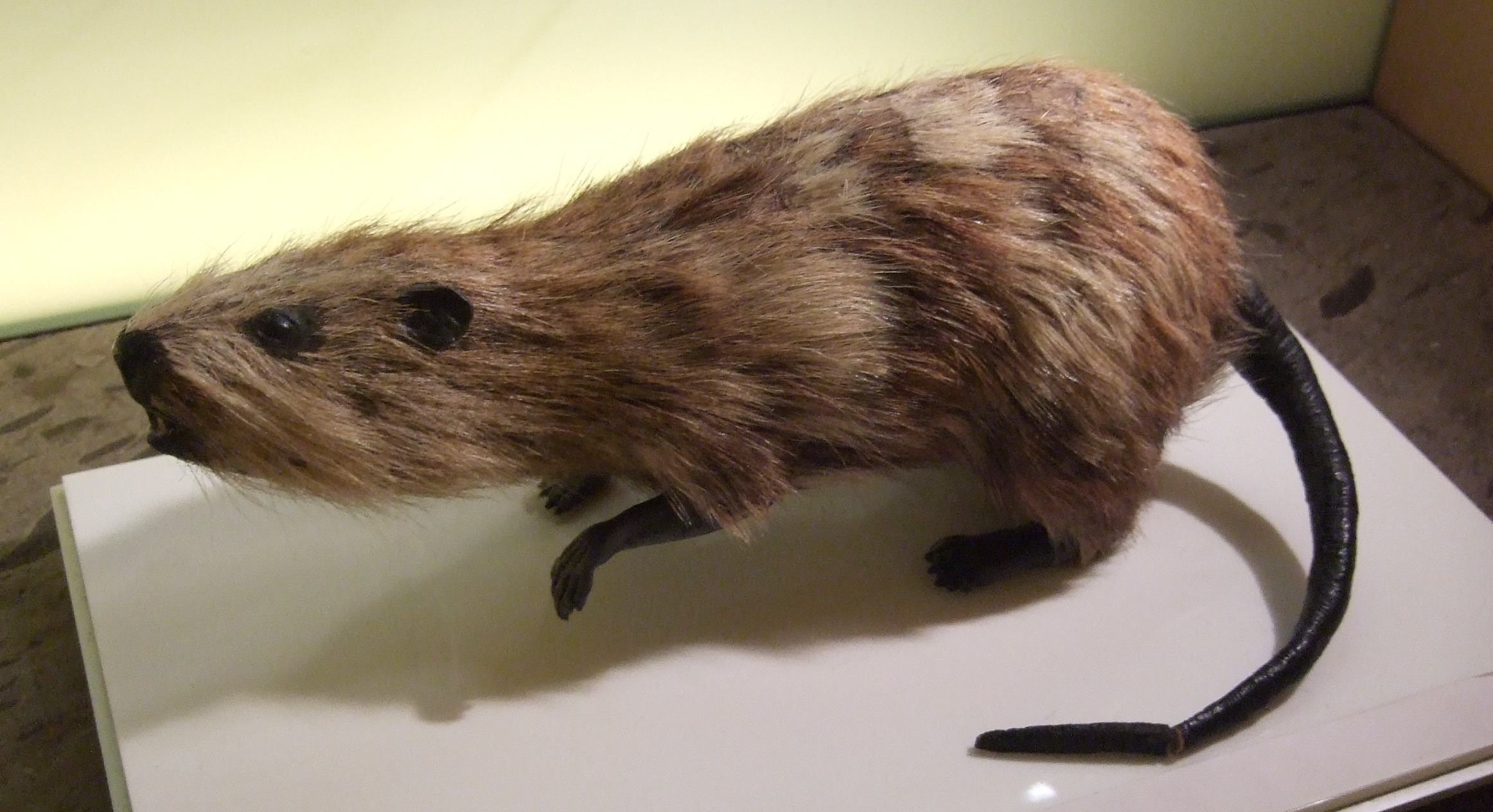
Un rat géant de Tenerife (Canariomys bravoi).

Le gigantisme insulaire est un phénomène biologique par lequel la taille des espèces sur une île augmente de façon spectaculaire sur plusieurs générations. C'est une forme de sélection naturelle dans laquelle une taille plus importante assure un avantage de survie (voir la règle de Bergmann).
La grande taille des herbivores les empêche généralement d'échapper ou de se cacher des prédateurs, mais sur les îles, ces derniers sont souvent absents. Ainsi, le gigantisme insulaire n'est pas une tendance évolutive due à un paramètre foncièrement nouveau déterminant une aptitude (comme dans le nanisme insulaire), mais plutôt, la conséquence d'une diminution des contraintes.
Avec l'arrivée des humains et des prédateurs associés (chiens, chats, rats, porc), beaucoup d'espèces géantes endémiques des îles se sont éteintes. À la différence du nanisme insulaire, le gigantisme insulaire se retrouve dans la plupart des grands groupes vertébrés et aussi dans les invertébrés.

## Exemples

### Mammifères

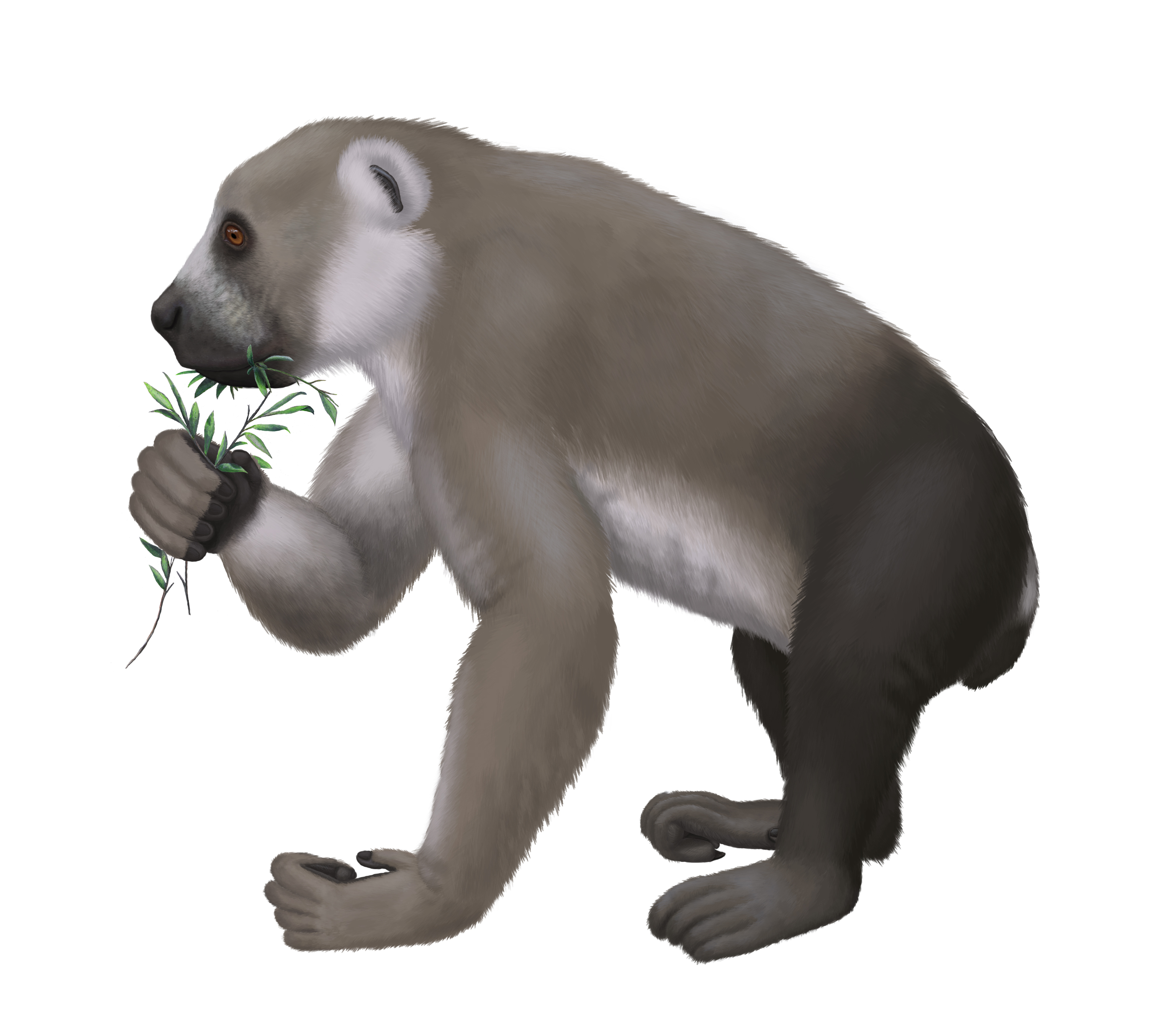
Archaeoindris, une espèce éteinte de primates lémuriformes de la taille d'un gorille, originaire de Madagascar.

Beaucoup de rongeurs deviennent plus grand sur les îles, alors que les carnivores, les proboscidiens et les artiodactyles deviennent généralement plus petits.
- Soricomorpha
  - † Asoriculus corsicanus, Corse
  - † Nesiotites hidalgo , Majorque et Minorque
  - Solenodon
    - † Solenodon arredondoi, Cuba
    - Solenodon cubanus, Cuba
    - Solenodon paradoxus, Hispaniola
- Erinaceomorpha
  - † Deinogalerix, Gargano
- Rongeurs
  - Papagomys armandvillei, une espèce de rat géant de l'île de Florès
  - † Canariomys bravoi, Tenerife, Îles Canaries
  - † Canariomys tamarani, Grande Canarie, Îles Canaries
  - Les † Hutias géants des Indes occidentales
  - † Hypnomys morpheus, Majorque
  - † Hypnomys mahonensis, Minorque
  - Apodemus sylvaticus hirtensis, le mulot de Saint-Kilda, une sous-espèce du mulot sylvestre Apodemus sylvaticus.
- Lagomorphes
  - † Nuralagus rex, Minorque
  - Différentes espèces méditerranéennes du genre † Prolagus, notamment † Prolagus sardus, le Pika sarde, et † Prolagus imperialis de Gargano
- Primates
  - Lémuriens géants des genres † Archaeoindris, † Palaeopropithecus et † Megaladapis de Madagascar
- Carnivores
  - † Megalenhydris barbaricina, une loutre géante de Sardaigne

### Oiseaux
- Ratites

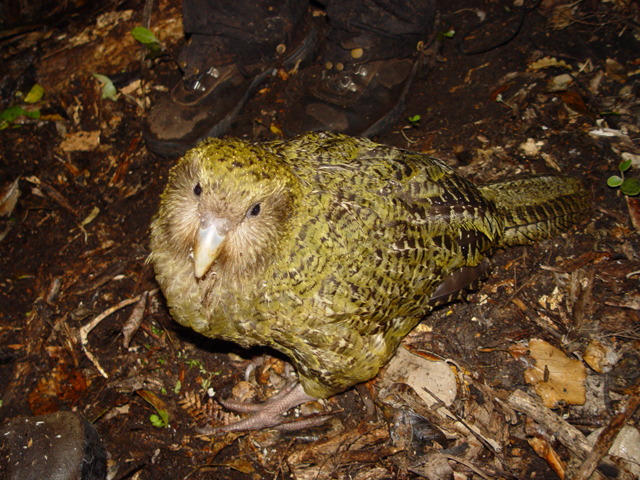
Le kakapo, Strigops kakapo, de Nouvelle-Zélande est le plus lourd des perroquets, ainsi que le seul perroquet non-volant.

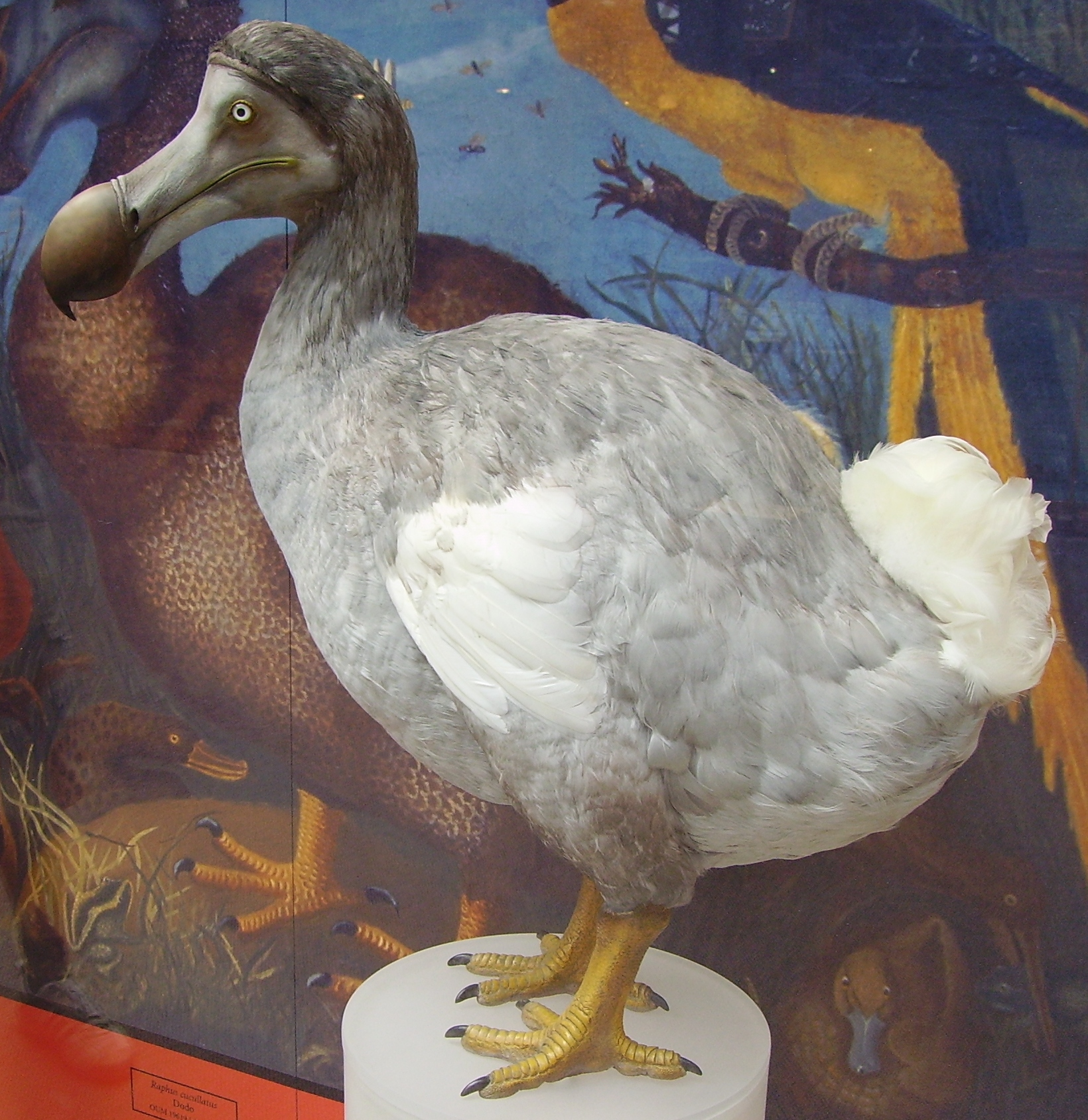
Le dodo, Raphus cucullatus, une espèce éteinte de Columbidae endémique de l'Île Maurice.

  - † Aepyornis, un genre d'oiseaux-éléphants de Madagascar qui comptait dans ses rangs le plus grand oiseau connu à ce jour.
  - Les † moas de Nouvelle-Zélande.
- Anatidae
  - Les canards géants des genres † Chelychelynechen, † Ptaiochen et † Thambetochen de l'archipel d'Hawaï
  - † Cygnus falconeri, un cygne géant fossile de Malte et de Sicile
- Rallidae
  - Le Takahé du Sud, Porphyrio hochstetteri de Nouvelle-Zélande ainsi que d'autres espèces du genre Porphyrio et de nombreuses espèces du genre Gallirallus de Mélanésie et de Polynésie
- Oiseaux marins
  - Le Cormoran de Pallas, † Phalacrocorax perspicillatus de l'île Béring et des îles Komandorski.
- Columbidae
  - Le dodo († Raphus cucullatus) et le Dronte de Rodrigues († Pezophaps solitaria), tous deux éteints, des Mascareignes
  - † Natunaornis gigoura, un pigeon éteint de Viti Levu
- Rapaces
  - † Hieraaetus moorei, l'aigle géant de Haast et † Circus eylesi de Nouvelle-Zélande
  - † Titanohierax gloveralleni des Caraïbes
  - † Buteogallus borrasi de Cuba[1].
- Perroquets
  - † Lophopsittacus mauritianus de l'île Maurice
  - Le Kakapo (Strigops kakapo) de Nouvelle-Zélande
- Strigiformes
  - † Ornimegalonyx, de Cuba
  - † Athene cretensis
  - Plusieurs espèces d'effraies du genre Tyto de Méditerranée († Tyto robusta, † Tyto gigantea), des Caraïbes († Tyto pollens) et de Mélanésie[1].
- Cigognes
  - † Leptoptilos robustus, un grand marabout éteint de Florès[2].

### Reptiles
- Tortues

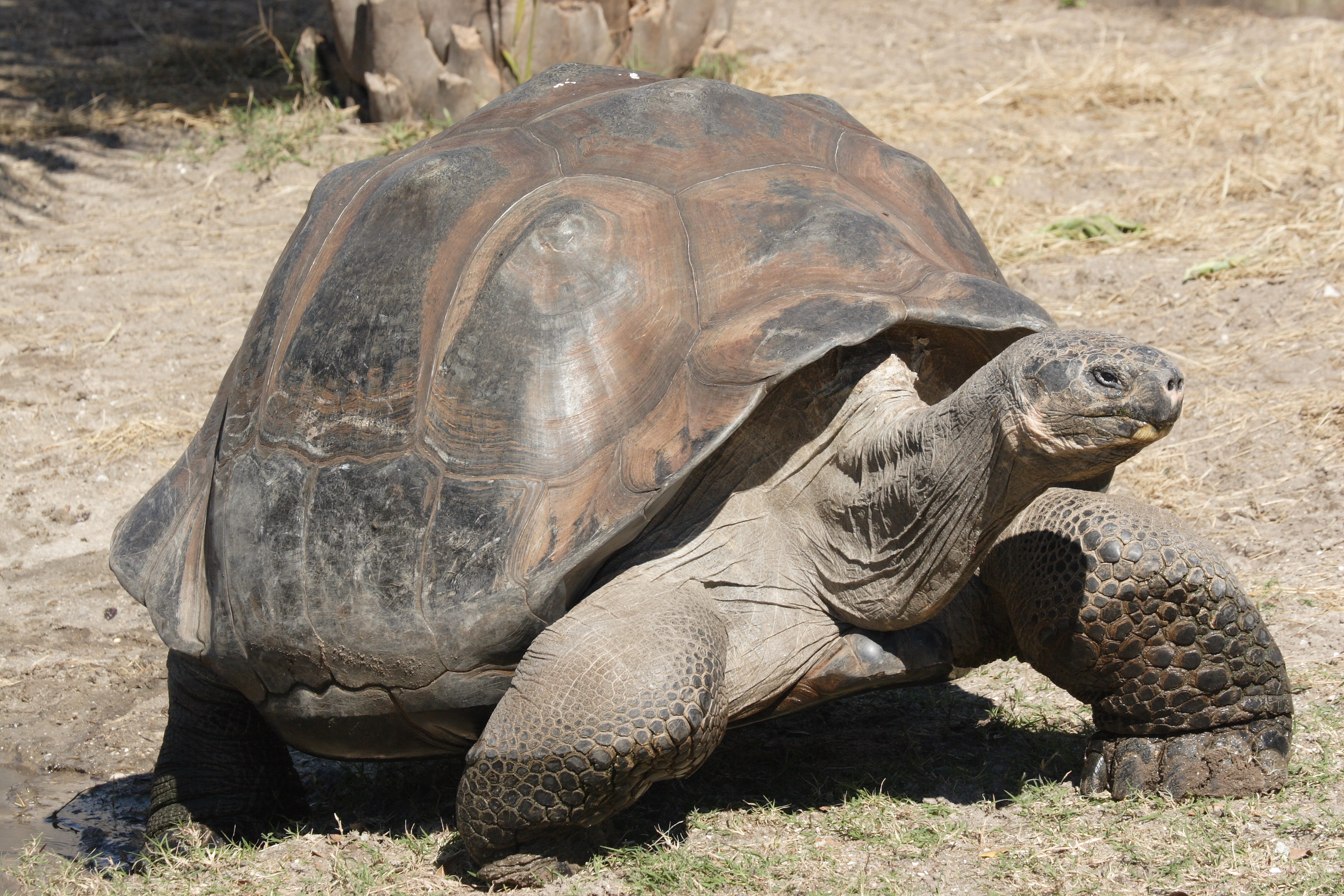
Tortue géante des Galápagos

  - Les tortues géantes des îles Galápagos, des Seychelles et des Mascareignes sont souvent considérées comme des exemples de gigantisme insulaire. Toutefois, pendant le Pléistocène, des tortues de tailles comparables étaient présentes en Australie, dans le sud de l'Asie, ou encore en Amérique du Nord[3] et en Amérique du Sud[4], ainsi que sur d'autres îles plus accessibles[3]. Elles étaient aussi présentes en Afrique à la fin du Pliocène[5].
  - † Geochelone burchardi, Tenerife et Grande Canarie, Îles Canaries

- Sauriens

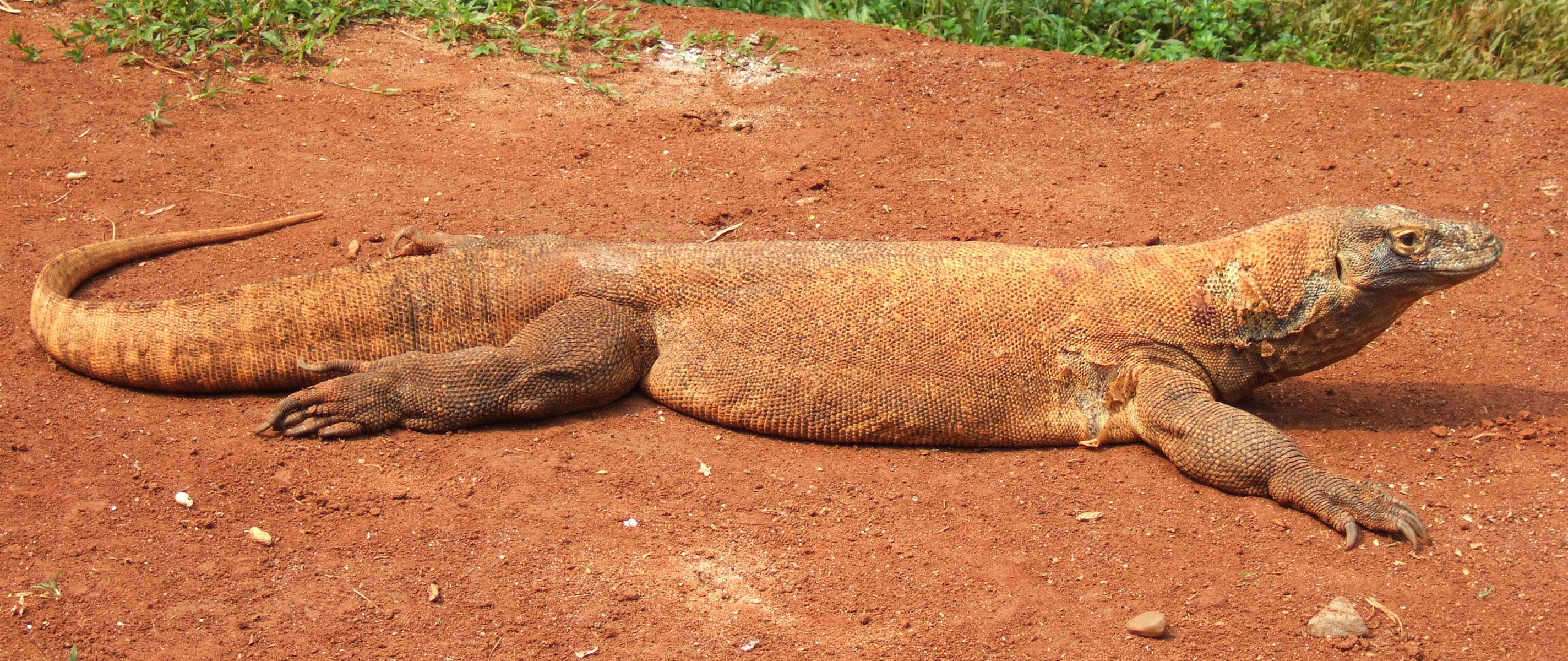
Le Dragon de Komodo, Varanus komodoensis, est le plus grand lézard vivant à ce jour.

  - Le Dragon de Komodo (Varanus komodoensis) et un varan similaire de Timor sont des exemples de carnivores insulaires géants.
  - Sauromalus hispidus et Sauromalus varius des îles au large de la Basse-Californie
  - † Lapitiguana, un iguane éteint des Fidji[6]
  - † Leiolopisma mauritiana et † Macroscincus coctei, 2 Scinques éteints de l'Île Maurice et du Cap-Vert
  - Phoboscincus bocourti de l'Île des Pins de Nouvelle-Calédonie
  - Corucia zebrata des Îles Salomon
  - Les geckos † Phelsuma gigas, de Rodrigues, † Hoplodactylus delcourti, de Nouvelle-Zélande, et Rhacodactylus leachianus de Nouvelle-Calédonie
  - † Gallotia goliath, Tenerife, Îles Canaries

### Arthropodes
- Thaumatogryllus conanti de Nihoa.

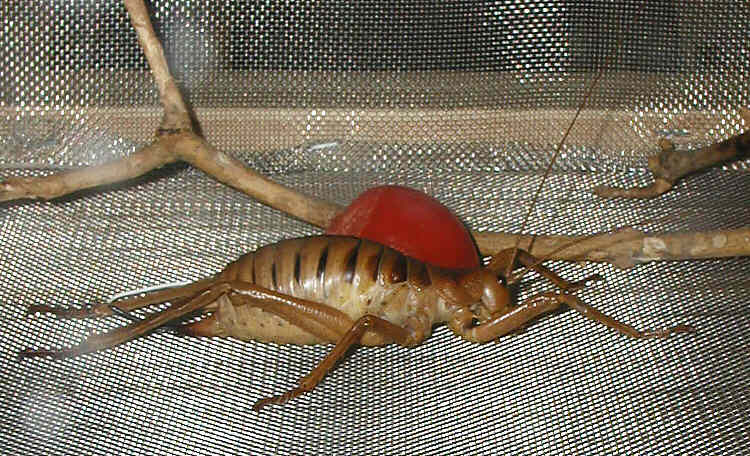
Deinacrida fallai, le Weta géant des îles Poor Knights

- Garypus titanius, un pseudoscorpion
- Deinacrida fallai, le Weta géant des îles Poor Knights
- Dryococelus australis, un phasme de l'Île Lord Howe[7],[8]
- † Labidura herculeana, un perce-oreille de Sainte-Hélène
- Xixuthrus terribilis et Xixuthrus heros, des Fiji[9]

### Flore

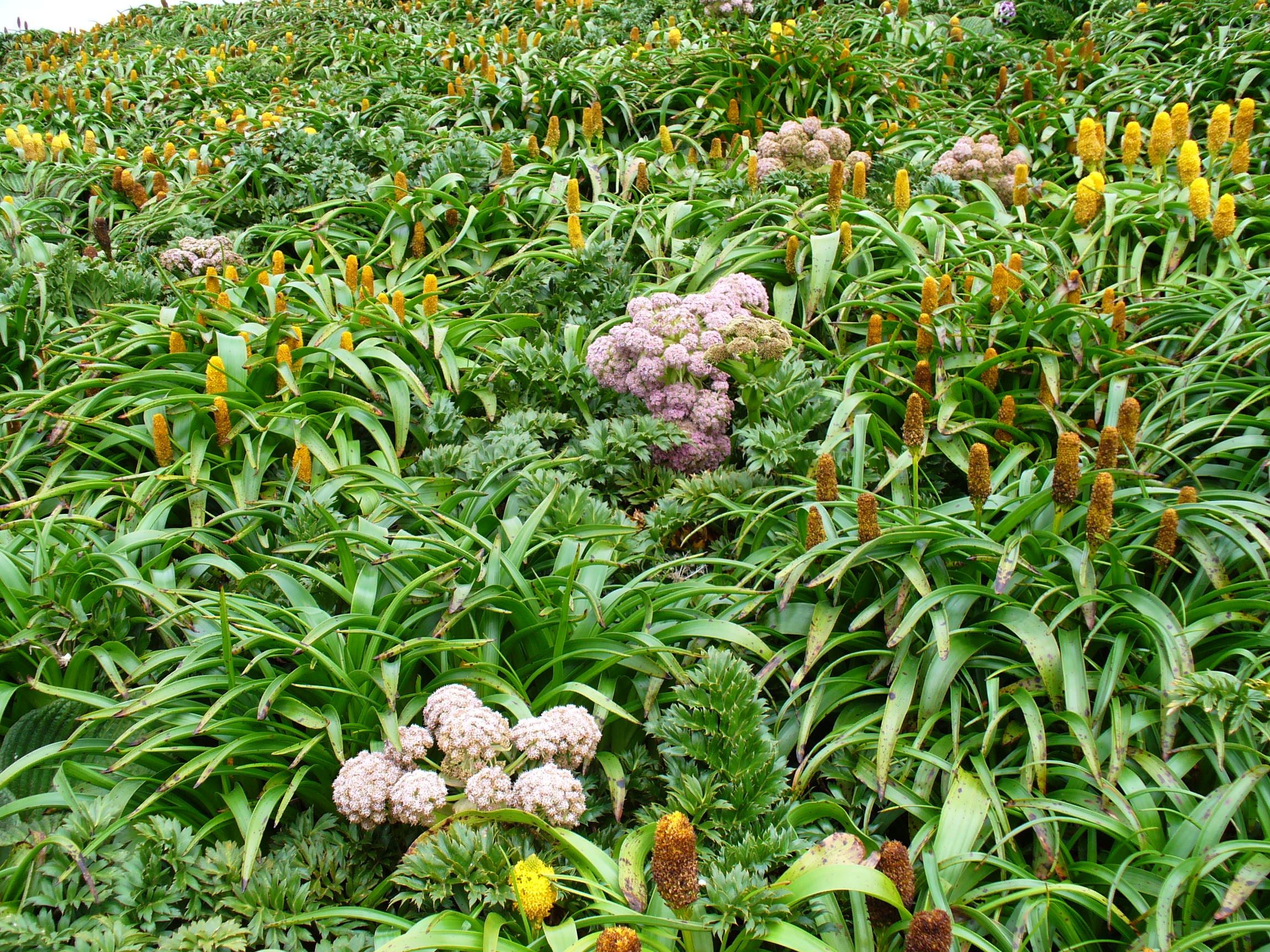
Communauté de mégaherbes dans l'île Campbell, l'une des îles subantarctiques de Nouvelle-Zélande.

- Les mégaherbes des îles sub-antarctiques de Nouvelle-Zélande